# Quan hệ (văn hóa Trung Hoa)
Quan hệ (giản thể: 关系; phồn thể: 關係; bính âm: guānxi) là một khái niệm được sử dụng trong nền văn hóa Trung Hoa để chỉ đến mạng lưới xã hội của một người trong các mối quan hệ cá nhân và làm ăn có qua có lại. Chữ quan, 关, có nghĩa là “đóng lại” còn chữ hệ 系 có nghĩa là “hệ thống”, kết hợp cả hai chữ lại thì dùng để chỉ đến hệ thống các mối quan hệ khép kín và có phần nào tương tự với mạng lưới trai già ở phương Tây.

## Lịch sử
Hệ thống quan hệ đã phát triển từ thời các triều đại phong kiến Trung Hoa. Xuyên suốt lịch sử, Trung Quốc thiếu đi hệ thống pháp quyền mạnh mẽ và triều đình không gắn tất cả mọi đối tượng người dân vào với pháp luật. Hệ quả là, luật pháp không có đem đến sự bảo vệ về mặt pháp lý giống như nó đã làm được ở phương Tây. Người Trung Quốc phát triển mối quan hệ cùng với khái niệm thể diện và uy tín cá nhân nhằm đảm bảo sự tin tưởng lẫn nhau trong chuyện làm ăn và trong những vấn đề riêng tư cá nhân. Ngày nay, sức mạnh của hai chữ quan hệ tập trung chủ yếu bên trong nội bộ Đảng Cộng sản Trung Quốc và thậm chí tồn tại ở cả Việt Nam để chỉ đến hiện tượng tiêu cực trong công tác đề bạt, bổ nhiệm và tuyển chọn cán bộ, đến mức mà trong xã hội đã lưu truyền câu vè: “Thứ nhất quan hệ/ Thứ nhì tiền tệ/ Thứ ba hậu duệ/ Thứ tư trí tuệ”.